# Peter Reckell
Peter Reckell, född den 7 maj 1955 i Elkhart, Indiana, är en amerikansk skådespelare.
Han har spelat Bo Brady i den amerikanska såpoperan Days of our Lives (våra bästa år) från 1983 till 1987, 1990 till 1991, och från 1995 tills nu. 
Han gifte sig 1998 med sångerskan och låtskrivaren Kelly Moneymaker, medlem i popgruppen Exposé. De fick sitt första barn i november 2007. Hans första äktenskap slutade i skilsmässa.